# 塞蒙塞勒-莱莫吕讷
塞蒙塞勒-莱莫吕讷（法語：Septmoncel les Molunes，法語發音：[sɛmɔ̃sɛl le mɔlyn]）是法国汝拉省的一个市镇，位于该省东南部，属于圣克洛德区。

## 历史
塞蒙塞勒-莱莫吕讷成立于2017年1月1日，由塞蒙塞勒和莱莫吕讷两个市镇合并而来，其中前者为政府驻地。

## 地理
塞蒙塞勒-莱莫吕讷（46°22'18"N, 5°54'50"E）面积39.91 平方千米，位于法国勃艮第-弗朗什-孔泰大區汝拉省，该省份为法国东部内陆省份，北起上索恩省，西北接科多尔省，西临索恩-卢瓦尔省，南至安省，东与杜省和瑞士接壤。
与塞蒙塞勒-莱莫吕讷接壤的市镇（或旧市镇、城区）包括：莱莱克斯、米茹、拉茹、贝勒孔布、莱穆西耶尔、维拉尔圣索沃尔、圣克洛德、拉穆拉。
塞蒙塞勒-莱莫吕讷的时区为UTC+01:00、UTC+02:00（夏令时）。

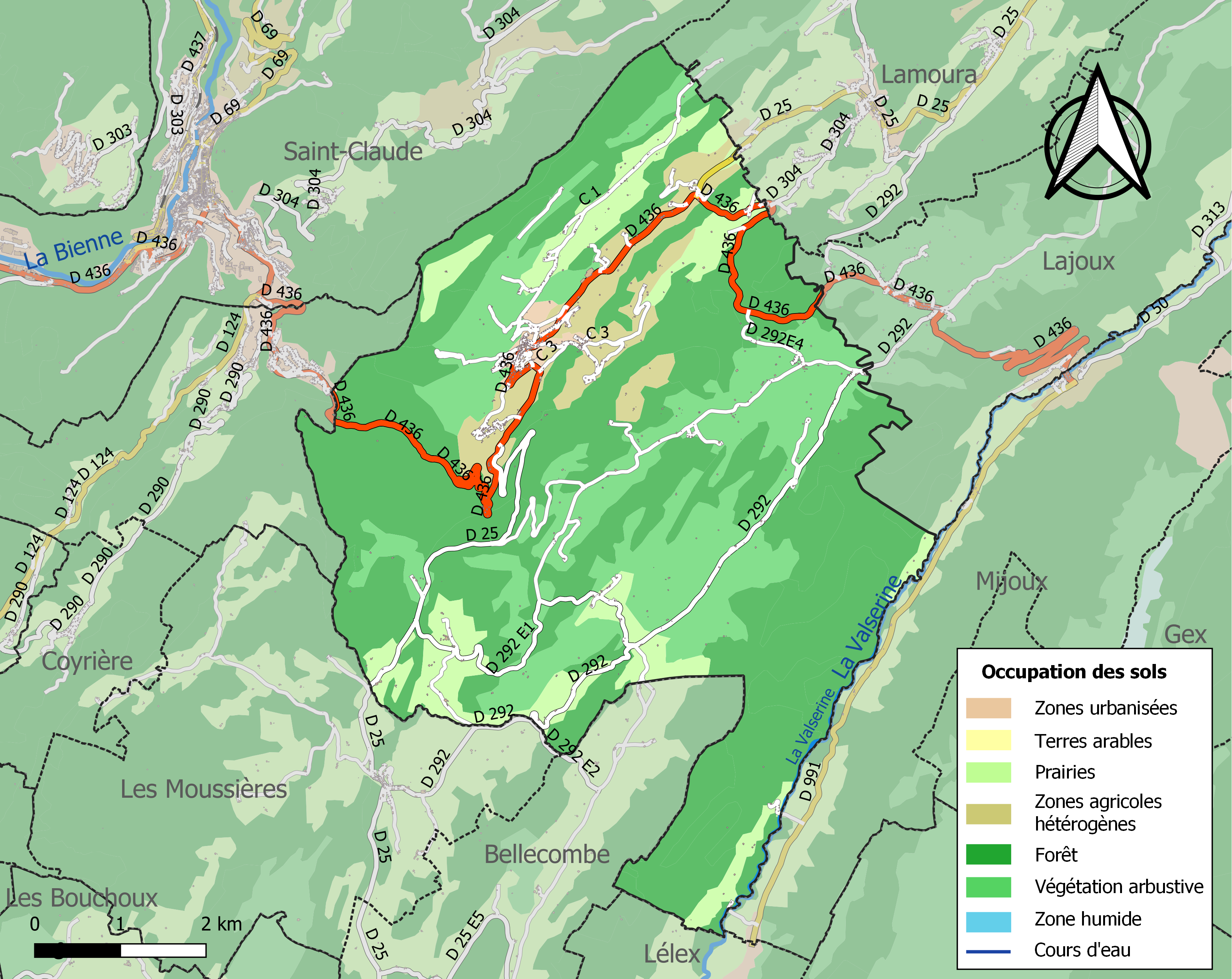
塞蒙塞勒-莱莫吕讷的OSM定位图

## 行政
塞蒙塞勒-莱莫吕讷的邮政编码为39310，INSEE市镇编码为39510。

## 政治
塞蒙塞勒-莱莫吕讷所属的省级选区为科托迪利宗县。

## 人口
塞蒙塞勒-莱莫吕讷于2022年1月1日时的人口数量为808人。